# 브래들리 로코
브래들리 로코 반두지(프랑스어: Bradley Locko Banzouzi, 2002년 5월 6일 ~ )는 프랑스의 축구 선수이다. 그의 포지션은 왼쪽 풀백으로, 현재 리그 1의 브레스투아에서 활약하고 있다.

## 클럽 경력
브래들리 로코는 이브리쉬르센에서 태어나 파리 교외의 CA 비트리, US 이브리 등 여러 축구 아카데미를 거쳐 몽루에서 몇 년을 보낸 후 2019년 로리앙에 입단했다.
2020년 6월, 브래들리는 스타드 드 랭스와 첫 프로 계약을 맺었고, 샹파뉴에서의 첫 해를 샹피오나 나시오날 2의 리저브 팀에서 보냈다.
2021년 8월 15일, 그는 3-3으로 비긴 몽펠리에와의 리그 1 홈경기에서 왼쪽 풀백으로 선발 출전하며 랭스 소속으로 프로 데뷔전을 치렀다. 그의 활약은 일란 케발과 위고 에키티케 같은 젊은 팀 동료와 함께 전도유망한 선수로 평가되었다.
2023년 1월 31일, 로코는 완전 영입 옵션과 함께 브레스투아로 임대 이적했다.
2023년 7월 27일, 브레스투아는 로코와 4년 계약을 맺고 완전 영입할 것이라고 발표했다. 언론 보도에 따르면 이적료는 €500.000이다.

## 사생활
프랑스에서 태어난 로코는 프랑스와 콩고 국적을 가지고 있다. 그의 쌍둥이 형제인 브리앙 로코 또한 축구 선수로 로리앙 유소년 팀에서 함께 뛰었다.